# 3Cat-2
El ³Cat-2 va ser un nanosatèl·lit Cubesat de 6 unitats. Fou el primer satèl·lit artificial dissenyat a Catalunya que sortí a l'espai. Concretament ho feu el dia 15 d'agost de 2016. Tenia un pes d'uns 7'1kg i va ser dissenyat i creat per la Universitat Politècnica de Catalunya amb alguns instruments desenvolupats a IEEC. El satèl·lit comptava amb instruments d'observació de la Terra i es va utilitzar per provar instrumentació per a una futura missió de l'Agència Espacial Europea. El 18 de desembre de 2023 va reentrar a l'òrbita terrestre posant fi a la seva missió. Les seves restes decaigueren entre Austràlia i l'Antàrtida.